# Oncideres diana
Oncideres diana là một loài bọ cánh cứng trong họ Cerambycidae.